# Тибетське повстання

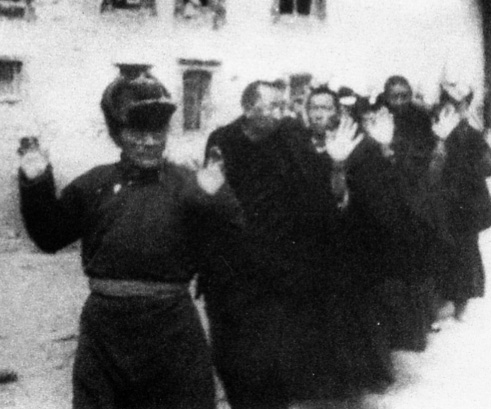
Тибецький генерал Царонг Дазанг Драмдул і кілька тибетських ченців, що потрапили в китайський полон під час повстання.

Тибетське повстання у березні 1959 року — масове повстання мешканців Тибету проти влади КНР (згідно офіційної китайської позиції — заколот «місцевого уряду Тибету» і осіб, що його підтримували, за відділення від КНР). Повстання почалося через 8 років після встановлення влади КНР у Тибеті. Повсталі тибетці виступили за відновлення незалежності, проти китаїзації та атеїзації Тибету. Буддистське духовенство Тибету активно виступало проти насадження атеїзму. Березневий «заколот» був не ізольованим рухом, а лише частиною антикитайського руху, в якому брали участь широкі верстви населення Тибету. У повстанні 1959 року в Тибеті брали участь не одні тільки духовні та світські феодали (як це стверджувала маоїстська пропаганда), але й широкі маси тибетських трудівників..

## Хід подій
Під час релігійного свята Монлам на початку березня 1959 року в столиці Тибету — Лхасі — спалахнуло народне повстання. Його організаторами були тибетські біженці з областей Кам та Амдо (де вже кілька років до цього відбувалося масштабне повстання проти влади КНР), торговці, селяни та монахи, незадоволені політикою комуністичного Китаю. Повстання спровокували чутки про викрадення чотирнадцятого Далай-лами, що готувалося китайською владою. Повсталі збиралися приєднатися до тибетських партизан, які до того часу захопили великі території в південному і центральному Тибеті. Повсталі вибрали Національну асамблею (Цонгду), в яку входили близько 300 осіб. Вони розподілили свої загони по стратегічних позиціях в Лхасі, атакували китайських військових і органи влади в місті. У ніч на 20 березня Національно-визвольна армія Китаю (НВАК) почала обстріл палацу Норбулінка, а до 30 березня Лхаса перейшла під контроль китайців. Після цього розпочалася масована військова операція проти повстанців в інших районах центрального і південного Тибету, однак партизанська війна продовжувалася там ще більше 20 років.

## Наслідки
За секретною доповіддю НВАК, захопленому тибетськими партизанами, з березня по жовтень 1959 року в Лхасі і околицях було ліквідовано 87 тисяч тибетців. Ще 25 тисяч було заарештовано. За китайськими даними, в 1959—1961 роках в майбутньому Тибетському автономному районі було вбито, поранено і заарештовано 93 тисяч повсталих, за іншими відомостями — 81 тисяча. Чотирнадцятий Далай-лама, так само як і тисячі його прихильників (в основному представники духовних станів) був змушені шукати притулок в сусідніх Індії, Непалі, Бутані, країнах Заходу. У боротьбі з повсталими китайська влада знищували духовенство і тибетські монастирі. За наступні 30 років в країні було знищено 6254 монастиря [4], багато були закриті або перетворені в музеї. Продовжувалася еміграція тибетців за кордон. У Швейцарії, США, Канаді та Індії сформувалися великі тибетські діаспори.

## Сучасність
10 березня 1959 вважається тибетцями днем національної жалоби. У цей же день, в чергову річницю повстання, сталися масові заворушення в Тибеті. Хвилювання, приурочені до цієї дати, повторюються щорічно, і влада КНР закриває Тибет для іноземних туристів.